# 구미 선산읍 금동보살입상 (국보 제183호)
구미 선산읍 금동보살입상(龜尾 善山邑 金銅菩薩立像)은 경상북도 구미시 선산읍에서 출토한, 삼국 시대 신라의 금동 보살 입상이다. 1976년 4월 23일 대한민국의 국보 제183호로 지정되었다.

## 개요
1976년에 당시 지명 선산군 고아면 봉한2동 뒷산에서 공사를 하던 중 구미 선산읍 금동여래입상 (국보 제182호), 구미 선산읍 금동보살입상 (국보 제184호)과 함께 출토되었다. 이 지역에서 삼국시대의 기와조각과 토기조각들이 많이 출토되어서 원래 절터였던 것으로 추정된다.
보살상은 연꽃무늬가 새겨진 대좌(臺座) 위에 오른쪽 무릎을 약간 구부린 채 자연스럽고 유연한 자세로 서 있다. 머리에는 꽃장식의 관(冠)을 썼는데, 관의 정면에는 작은 부처가 새겨져 있다. 눈·코·입의 표현이 분명한 얼굴은 둥근 편으로 전면에 미소를 머금고 있다.
신체는 비교적 날씬한 편으로 균형이 잘 맞으며, 옷은 몸에 얇게 밀착되어 있다. 옷자락은 오른팔에 한 번 걸쳐 무릎 앞에서 둥글게 드리워지고, 다시 왼팔 위로 걸쳐 그 끝이 대좌 위로 내려뜨려졌다. 목에는 목걸이가 걸려 있으며, 어깨에서 시작한 구슬 장식은 길게 늘어져 X자를 그렸다. 불상의 뒷면에도 옷주름과 X자형의 구슬 장식이 표현되어 있다. 오른손은 위로 들어 연꽃 봉오리를 가볍게 들고 있으며, 왼손은 내려서 물건을 잡은 듯한 모습을 하고 있으나 물건은 없어진 상태이다. 대좌는 7각형이며, 아래로 향한 연꽃잎이 새겨져 있다.
현재 꽃장식 관의 왼쪽 윗부분과 양 손 아래로 내려뜨린 옷자락 및 왼손 손가락 일부가 파손된 상태이며, 광배(光背) 또한 없어졌다. 얼굴과 오른손에 녹이 슬어있으나 도금 상태는 비교적 좋은 편이다. 전체적인 균형과 조각수법이 뛰어난 이 보살상은 삼국시대 후기 금동보살상의 전형적인 양식을 보여주며 7세기 중엽에 만들어진 것으로 추정된다.

## 사진

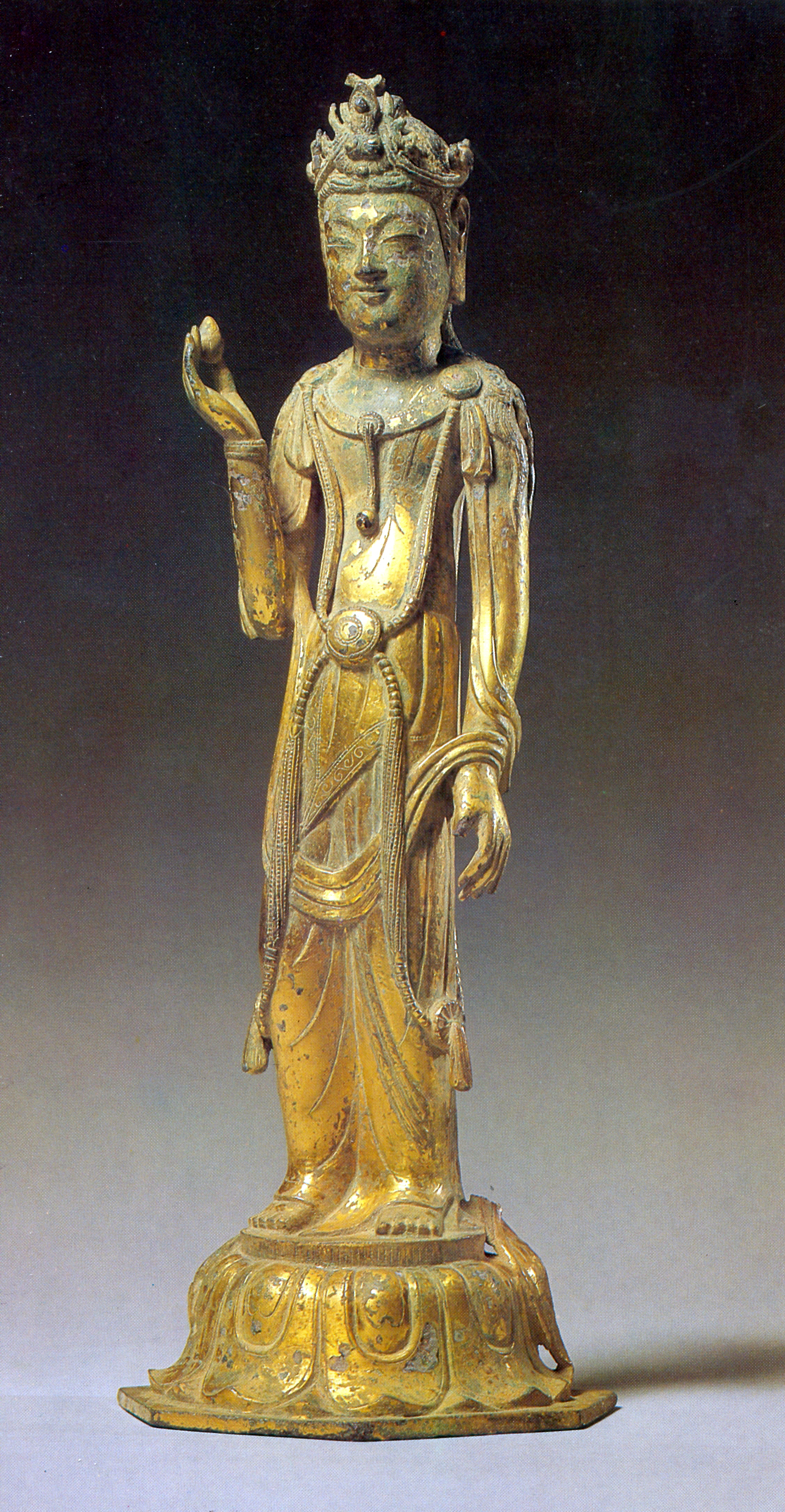

## 같이 보기
- 구미 선산읍 금동여래입상 (국보 제182호)
- 구미 선산읍 금동보살입상 (국보 제184호)

## 참고 자료
- 구미 선산읍 금동보살입상 - 국가유산청 국가유산포털